# Mamude Ialavache
Mamude Ialavache (em mongol: Махмуд Ялавач; romaniz.: Makhmud Ialavatch) foi um turcomano muçulmano do século XIII ativo no Império Mongol. Foi celebrado nas fontes muçulmanas por suas habilidades administrativas. Foi fundador de uma família de administradores que esteve ativa por três gerações no Império Mongol.

## Vida

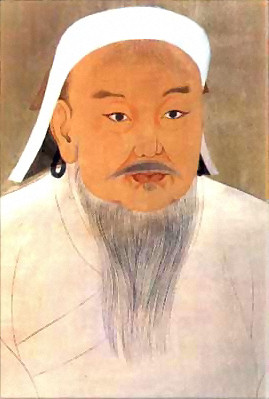
Gêngis Cã segundo retrato do século XIV

Mamude foi um turcomano muçulmano oriundo da Corásmia. Nada se sabe sobre sua vida antes de entrar no serviço dos cãs mongóis, salvo que era caravaneiro. Em 1218, entrou no serviço de Gêngis Cã (r. 1206–1227) com outros mercadores muçulmanos que foram enviados ao xá Maomé II (r. 1200–1220). Após entregar a mensagem, retornou à corte mongol. Na invasão subsequente ao Império Corásmio, Mamude, à época chamado "o Corásmio" (Alcuarismi) ou "o Mensageiro" (Ialavache), foi nomeado supervisor (darugachi) dos habitantes de Gásni, no atual Afeganistão. Em 1229, Oguedai Cã (r. 1229–1241) nomeou-o como primeiro governador (saíbe da xurta) da Transoxiana, Turquestão e Uiguristão. Na posição, liberou as famílias de civis de pagaram as taxas militares e as contribuições comutadas (cubechiri) e os taxou só com um imposto fixo de prata. Ao mesmo tempo, ganhou o favor de Oguedai ao dar-lhe entretenimentos luxuosos e cultivar seu amor por histórias de generosidade heroica.
Em 1238-39, conseguiu impedir que os exércitos mongóis exterminassem os habitantes de Bucara após uma revolta. Em 1240, quando o cã viu a chance de ganhar mais tributo do norte da China, substituiu Ielu Chucai por Mamude, que recebeu o título de grão juiz (ieque jarguchi), enquanto nomeou o filho dele, Maçude Begue, à antiga função do pai. Quando Oguedai morreu em 1241, a viúva Toreguene tentou prendê-lo, cuja influência ressentia, mas ele fugiu para junto de Cotém, filho de Oguedai, no noroeste da China. O filho e sucessor de Toreguene, Guiuque Cã (r. 1246–1248), o apoiou e restaurou como governador no norte da China com sede em Pequim. Apesar da morte prematura de Guiuque em 1248, manteve sua posição ao apoiar a eleição de Mangu Cã (r. 1251–1259). Embora muito bem recebido nos círculos muçulmanos, não era popular na China, pois além de estrangeiro, utilizou métodos administrativos de matriz turco-islâmica como os impostos agrícolas, pagamentos de impostos em prata e parcerias comerciante-oficial. Em 1252, Cublai criticou-o por sua execução de suspeitos durante uma revisão judicial. À época, quando Chao Bi, um protegido de Cublai, acusou-o por sua atitude presunçosa, Mangu o dispensou e aparentemente Mamude faleceu logo depois.